# Linaälven

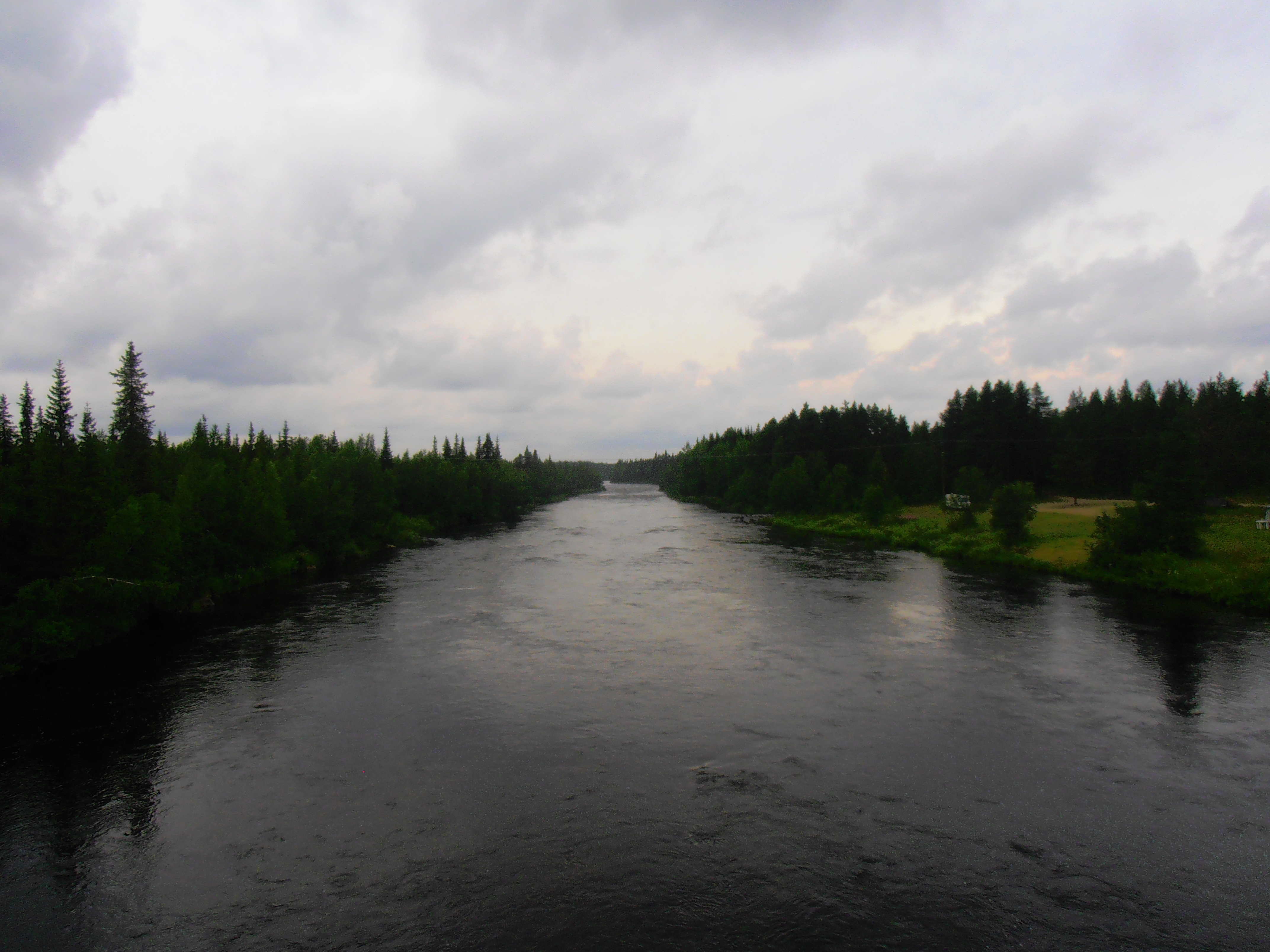
Linaälven, juli 2016.

Linaälven eller Liinajoki är ett vattendrag i Gällivare kommun,  i Kalixälvens flodområde.
Linaälven rinner upp i myrområdet Sjaunja nordväst om Gällivare och mottar från höger Vassaraälven. Därpå flyter Linaälven genom vidsträckta skogs- och myrmarker, innan den i ett imponerande vattenfall, Linafallet, tömmer sina vattenmassor i Ängesån (högerbiflod till Kalixälven). Linafallet är Norrbottens högsta vattenfall med en fallhöjd på 16 meter. Linaälven är cirka 14 mil lång.